# Нотофагус Каннингема
Нотофагус Каннингема (лат. Nothofagus cunninghamii) — один из видов нотофагуса. Латинский таксон назван в честь ботаников Аллана и Ричарда Каннингемов, долгое время занимавшихся изучением флоры Австралии и Океании. Относится к секции Lophozonia.,

## Ареал
Ареал — юго-восточная Австралия (Виктория, Новый Южный Уэльс) и Тасмания.

## Описание вида
Данный вид относится к вечнозелёным видам нотофагуса. Нотофагус Каннингема — дерево до 40 м высотой (реже до 55 м) с чешуйчатой тёмно-коричневой корой. Листья простые, 1,5-2 см длиной, молодые — красного, оранжевого или жёлтого цвета, позже становятся тёмно-зелёными. Цветы — жёлто-зелёные серёжки. Плотность древесины — 750—880 кг/м³.
Взрослые деревья могут выдерживать повышение температуры до +40°С и выше и кратковременные заморозки до −15°С, но не выносят пожаров.

## Культивирование
Нотофагус Каннингема быстро прорастает из семян и хорошо растёт в местах с климатом, схожим с тасманийским: Северо-Запад США и Великобритания. На Британских островах его выращивают на север вплоть до побережья западной Шотландии.